# Hrabstwo Windham (Vermont)
Hrabstwo Windham (ang. Windham County) – hrabstwo w stanie Vermont w Stanach Zjednoczonych. Obszar całkowity hrabstwa obejmuje powierzchnię 798,12 mil² (2067,12 km²). Według szacunków United States Census Bureau w roku 2009 miało 44 513 mieszkańców.
Hrabstwo powstało w 1779 roku.

## Gminy (town)
- Athens
- Brattleboro
- Brookline
- Dover
- Dummerston
- Grafton
- Guilford
- Halifax
- Jamaica
- Londonderry
- Marlboro
- Newfane
- Putney
- Rockingham
- Somerset
- Stratton
- Townshend
- Vernon
- Wardsboro
- Westminster
- Whitingham
- Wilmington
- Windham[4]

## Wsie (village)
- Bellows Falls
- Jacksonville
- Newfane
- Saxtons River
- Westminster[4]

## CDP

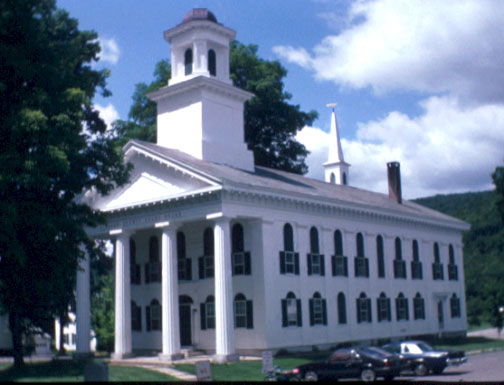
Budynek administracji hrabstwa (courthouse) w Newfane

- Brattleboro
- North Westminster
- Putney
- West Brattleboro
- Wilmington[4]

| Populacja hrabstwa w poprzednich latach | Populacja hrabstwa w poprzednich latach |
| Rok                                     | Liczba ludności                         |
| --------------------------------------- | --------------------------------------- |
| 1980                                    | 36 880                                  |
| 1990                                    | 41 588                                  |
| 2000                                    | 44 216                                  |
| 2005                                    | 44 143                                  |